# Северное — Войково (автодорога)
Северное — Войково — путь сообщения в Крыму, протяжённостью 26,1 километра. По Российской классификации имеет обозначение 35К-008, по украинской классификации — Т-0111.

## География
Шоссе в степной части западного Крыма, формально соединяющее село Северное с селом в Войково, фактически — участок дороги из Евпатории на Перекоп. Дорога идёт вначале на северо-северо-восток, а у села Кормовое поворачивает в восточном направлении. В Войково шоссе соединяется с трассой 35К-001 Красноперекопск — Симферополь, по которой открывается путь за пределы Крыма.

## История
Тракт из Гезлёва на Перекоп (примерно половина которого приходится на данную трассу, а другая часть относится к дороге 35К-015 Раздольное — Евпатория), видимо, существовала с древнейших времён: примерно совпадающая с современной дорога отображена на картах Яна Хендрика ван Кинсбергена 1776 года, как и на карте Элизабет Крейвен 1789 года. Первое описание дороги содержится в труде Петра Палласа «Наблюдения, сделанные во время путешествия по южным наместничествам Русского государства в 1793—1794 годах»: «от Козлова до Перекопа едут по песчаной открытой степи…». Далее учёный упоминает селение Джалаир, после которого дорога шла на Тогайли и Ушум, фактически, совпадая с современным шоссе. Видимо, дорога в первый период после присоединения Крыма к России (8) 19 апреля 1783 года имела статус почтовой, поскольку уже на карте генерал-майора С. А. Мухина 1817 года она помечена, как «Старая почтовая дорога». В «Списке населённых мест Таврической губернии по сведениям 1864 года» тракт из Евпатории в Перекоп описан, как Большая просёлочная дорога. На 1970 год шоссе уже имело асфальтовое покрытие.